# Chomelia splitgerberi
Chomelia splitgerberi är en måreväxtart som beskrevs av Cornelis Eliza Bertus Bremekamp. Chomelia splitgerberi ingår i släktet Chomelia och familjen måreväxter. Inga underarter finns listade i Catalogue of Life.